# Communauté de communes les Portes de l’Anjou
Die Communauté de communes les Portes de l’Anjou ist ein ehemaliger französischer Gemeindeverband mit der Rechtsform einer Communauté de communes im Département Maine-et-Loire in der Region Pays de la Loire. Sie wurde am 24. November 2001 gegründet und umfasste fünf Gemeinden. Der Verwaltungssitz befand sich im Ort Durtal.

## Historische Entwicklung
Mit Wirkung vom 1. Januar 2017 fusionierte der Gemeindeverband mit
- Communauté de communes de Loir et Sarthe sowie
- Communauté de communes du Loir

und bildete so die Nachfolgeorganisation Communauté de communes Anjou Loir et Sarthe. Gleichzeitig schlossen sich die Gemeinden Daumeray und Morannes-sur-Sarthe zur Commune nouvelle Morannes-sur-Sarthe-Daumeray zusammen.

## Ehemalige Mitgliedsgemeinden
1. Daumeray
2. Durtal
3. Montigné-lès-Rairies
4. Morannes-sur-Sarthe
5. Les Rairies